# 全国工业学大庆会议
全国工业学大庆会议是1977年4月20日至5月13日中共中央召开的会议，全国七千多名工业战线代表参加。4月20日至27日在大庆油田召开，此后在北京继续进行。5月4日，余秋里受中共中央委托作报告《全党、全国工人阶级动员起来为普及大庆式企业而奋斗》。5月9日，华国锋讲话，提出在五五计划期间全国至少三分之一企业办成大庆式企业，石油部门要创建十来个大庆油田。